# Хименес Мабарак, Карлос
Ка́рлос Химе́нес Мабара́к (исп. Carlos Jiménez Mabarak; 31 января 1916, Такуба, Мехико, Мексика — 21 июня 1994, там же) — мексиканский композитор и педагог ливанского происхождения.

## Биография
Его мать, родившаяся в штате Веракрус была родом из ливанской семьи. Отец умер когда мальчику исполнилось 4 года. Семья провела долгие годы в скитаниях (мать работала на дипломатической службе). Когда ему исполнилось 6 лет мама с сыном обосновались в Гватемале, в городе Кесальтенанго, в котором он стал ходить на фортепианные уроки к Хесусу Кастильо (исп. Jesús Castillo). Спустя пять лет перебрался в Сантьяго, где Карлос продолжил обучение музыке. В 1932 году семья обосновывается в Брюсселе, где юноша сначала учится на инженера, но уже в следующем, 1933 году, увлечённо переключается на музыкальные занятия: фортепиано у мадам Якоби и гармонии у Нелли Джонс. В 1936 году он побеждает в конкурсе пианистов, не забывая параллельно брать уроки музыки в Париже у Рене Лейбовица, привившего Мубараку любовь к додекафонии. В 1937 году он возвращается на родину, в Мексику. Здесь он обретает наставника Сильвестре Ревуэльтаса, который устраивает его в Национальную консерваторию в которой он работает с 1942 года до 1968 года. В 1968 году пишет музыку к Летним Олимпийским играм, проходившим в Мехико. Писал музыку к спектаклям и кино. Сочетал традиционные приёмы письма с серийной техникой, много экспериментировал в области электронной музыки, сочетая её с конкретной музыкой.

## Сочинения
- опера «Месса шести» / Misa de seis (1962, Мехико)
- опера «Агуэра» / La Güera (1982, Мехико)
- балет «Баллада о луне и олене» / Balada del venado y de la luna (1947)
- балет «Баллада о птице и девушке» / Balada del Pájaro y las Doncellas (1947)
- 2 симфонии /  (1945, 1962)
- Концерт для фортепиано и ударных /

## Награды
- 1989 — маэстро Национальной школы музыки при Национальном автономном университете Мексики
- 1993 — Национальная премия в области науки и искусства